# Tetraophasis szechenyii
A perdiz-faisão-de-papo-pardo  (Tetraophasis szechenyii) é uma espécie de ave da família Phasianidae.
Pode ser encontrada nos seguintes países: China e Índia.
O seu habitat natural é: florestas boreais.